# إبراهيم كالاي
إبراهيم كالاي (6 سبتمبر 1993 - ) هو لاعب كرة قدم سيراليوني في مركز الوسط. شارك مع منتخب سيراليون لكرة القدم. أما مع النوادي، فقد لعب مع نادي كالون وIFK Luleå ‏ وUmeå FC ‏ وPiteå IF ‏.
- إبراهيم كالاي على موقع قاعدة بيانات كرة القدم.إي يو (الإنجليزية)
- إبراهيم كالاي على موقع ناشيونال فوتبول تيمز (الإنجليزية)
- إبراهيم كالاي على موقع Soccerway.com (الإنجليزية)